# 梫木毒素

梫木毒素結構

梫木毒素（英文：Grayanotoxin；andromedotoxin、acetylandromedol、rhodotoxin、asebotoxin），又稱木藜蘆毒素，是一種由杜鵑花屬及部份杜鵑花科（如馬醉木、絆足花）植物產生的毒素，主要產自土耳其黑海及尼泊爾喜馬拉雅山脈一帶；若蜜蜂採食該等植物的花粉，則其產出的蜂蜜亦會帶毒。當人類過量食用含毒素的蜂蜜，會出現嚴重暈眩、胸腹痛、出汗、嘔吐、視力模糊、低血壓等中毒徵狀，稱為狂蜜病。